# Cladonia bellidiflora
Cladonia bellidiflora (Ach.) Schaer. (1823), è una specie di lichene appartenente al genere Cladonia,  dell'ordine Lecanorales.
Bellidiflora è un nome composto dal genere di fiori Bellis; da di che indica appartenenza e dal latino flora, che significa fiori; riassumendo significa fiori del genere Bellis, sottinteso che assomiglia ai, che sta ad indicare la forma dell'apotecio.

## Descrizione
Il tallo primario è di colore da giallo verdognolo a grigio con tonalità di verde. I podezi sono alti da 2 fino a 10 centimetri, privi di coppe o, eccezionalmente, con coppe molto piccole al termine di lunghi peduncoli. I podezi hanno anche una fitta ricopertura di squamule molto piccole.
Il fotobionte è principalmente un'alga verde delle Trentepohlia.

## Distribuzione e habitat
La specie è stata reperita nelle seguenti località:
Germania (Turingia, Meclemburgo, Baden-Württemberg, Baviera, Brandeburgo, Essen, Niedersachsen, Renania Settentrionale-Vestfalia, Renania-Palatinato, Sassonia); Canada (Ontario, Columbia Britannica, Manitoba, Terranova, Labrador, Nunavut, Yukon, Québec (provincia));Austria (Oberösterreich, Steiermark); USA (Missouri, Oregon, Alaska, Washington); Argentina, Cile, Cina, Danimarca, Finlandia, Georgia del Sud, Giappone, Gran Bretagna, Groenlandia, Guadalupa, India, Irlanda, Islanda, Isole Svalbard, Madera, Mongolia, Norvegia, Nuova Zelanda, Perù, Polonia, Repubblica Ceca, Romania, Spagna, Svezia, Taiwan.
In Italia è presente, ma alquanto rara, in tutto il Trentino-Alto Adige e la Valle d'Aosta, nell'arco alpino piemontese e nella Lombardia settentrionale; è molto rara nella parte settentrionale del Veneto, nelle zone alpine friulane e in varie località della Liguria, della parte occidentale dell'Emilia-Romagna e delle zone orientali della Toscana.
Preferisce climi che vanno dal moderato fresco al montano di tipo boreale. Attecchisce su suoli acidi e, in luoghi umidi e protetti dal vento, su pietre ricoperte di muschio. Predilige un pH del substrato molto acido o con valori intermedi fra molto acido e subneutrale. Il bisogno di umidità varia da igrofitico a mesofitico.

## Tassonomia
Questa specie va riferita alla sezione Cocciferae,, e presenta, al 2008, le seguenti forme, sottospecie e varietà:
- Cladonia bellidiflora var. austrogeorgica D.C. Linds.
- Cladonia bellidiflora var. bellidiflora (Ach.) Schaer. (1823).
- Cladonia bellidiflora var. crassa Räsänen (1944).